# Khilafatbewegung
Die Khilafatbewegung, auch bekannt als indische muslimische Bewegung (1919–24), entstand Anfang des 20. Jahrhunderts in Indien infolge muslimischer Ängste um die Integrität des Islams. Diese Befürchtungen wurden durch Angriffe der Italiener (1911) und der Balkanstaaten (1912–13) auf die Türkei, deren Sultan als Kalif der religiöse Führer der weltweiten muslimischen Gemeinschaft war, und die Niederlagen der Türkei im Ersten Weltkrieg geweckt.
Seit der Herrschaft der Großmogulen in Indien, die durch die Briten beendet worden war, verehrten die indischen Muslime die türkischen Kalifen, da sie selbst nicht unter islamischer Herrschaft lebten. Zur Unterstützung des Kalifen gründeten sie die Kalifatsbewegung.
Mahatma Gandhi sah in dieser Bewegung die Möglichkeit, Muslime und Hindus miteinander auszusöhnen, obwohl den Hindus die panislamischen Gefühle ihrer Mitbürger für den osmanischen Kalifen in ihrer Mehrheit gleichgültig waren. Er erkannte darin ein religiöses Bedürfnis der Muslime.
Nach dem Amritsar-Massaker 1919 hielt der Indische Nationalkongress in Amritsar eine Parteiversammlung ab, an der viele wichtige indische Politiker wie Gandhi, Motilal Nehru, Ali Jinnah, Hazrat Mohani, Bal Gangadhar Tilak, Chittaranjan Das und Madan Mohan Malaviya teilnahmen. Erschüttert von den Nachrichten über das Massaker berieten die Teilnehmer, wie sie auf die aus ihrer Sicht halbherzigen Reformabsichten der Briten (Montagu-Chelmsford-Reformen) reagieren sollten. Nicht zuletzt wegen des Massakers wurde über einen Boykott britischer Waren debattiert. Im Vorfeld der Versammlung hatte Gandhi erfahren, dass es muslimische Stimmen gab, die Unterstützung für die Kalifatskampagne forderten und im Gegenzug bereit waren, den von den Hindus geforderten Verzicht auf die Schlachtung von Rindern anzubieten. Ihn störte der in Aussicht gestellte politische „Kuhhandel“, den er als unehrenhaft empfand. Auf dieser Konferenz entwarf Gandhi erstmals die Kampagne der Nichtkooperation.
Ali Jinnah, der säkulare Repräsentant der Muslimliga, kritisierte Gandhis Unterstützung für die Kampagne zum Erhalt des Kalifats 1919/1920, die Jinnah als Unterstützung eines religiösen Zelotismus auffasste.

## Hintergrund
Der osmanische Sultan Abdülhamid II. versuchte eine umfassende panislamische Propaganda zu entfalten. Sein Nachfolger Mehmed V. rief 1914 die Muslime in den Kolonien der Alliierten zum Dschihad auf. Dieser Aufruf hatte militärisch praktisch keine Folgen.
Am Ende des Ersten Weltkriegs diktierten die Alliierten im August 1920 dem letzten osmanischen Sultan Mehmed VI. den Vertrag von Sèvres, in dem das Osmanische Reich seine arabischen Territorien (arabische Halbinsel, Mesopotamien, Syrien, Palästina) endgültig verlor, armenische Territorien, Kilikien und Ostthrakien verlieren sollte, italienische und französische Einflusssphären und kurdische Autonomie hinnehmen musste. Die Meerengen Bosporus und Dardanellen sollten internationalisiert und die Privilegien der europäischen Niederlassungen in Istanbul wiederhergestellt werden. Gegen diese Friedensbedingungen wandten sich Mustafa Kemal Pascha und die Jungtürken; Mustafa Kemal und die von ihm gelenkte Nationalversammlung in Ankara schafften 1924 nach dem Sultanat auch das osmanische Kalifat ab, das nur noch geringe Bedeutung besaß, ein Vorgang, der von Intellektuellen in der muslimischen Welt noch lange diskutiert wurde.

## Folgen
Es ist umstritten, inwiefern Gandhis Unterstützung für die Kalifatskampagne klug war, denn sie gab der späteren Forderung nach muslimischem Separatismus möglicherweise Auftrieb. Mit der Abschaffung des Kalifats durch die neu gegründete türkische Republik 1924 wurde die Kampagne obsolet. Mit der Kampagne war die Muslimliga vorübergehend aus dem politischen Vordergrund verdrängt.